# Governo-Geral do Rio de Janeiro
O Governo-Geral do Rio de Janeiro foi uma instituição colonial do Império Português.

## História
No ano de 1534, João III de Portugal iniciou a concessão de terras para colonizar o território português na América do Sul, que corresponderam às Capitanias do Brasil. Essas quinze colônias autônomas e distintas enfrentaram principalmente desafios administrativos e econômicos. 
Em 1549, visando resolver questões referentes à governança das colônias sul-americanas, João III estabeleceu o Governo-Geral do Brasil. Esse governo unificou as quinze colônias em uma única unidade administrativa, mantendo, no entanto, cada capitania como uma entidade provincial sob a jurisdição do governo-geral.
No ano de 1572, com o intuito de fortalecer a presença militar no continente, o governo-geral foi dividido em duas colônias independentes, o Governo-Geral da Bahia para a região norte e o Governo-Geral do Rio de Janeiro para a região sul.
Em 1578, houve a reintegração do governo-geral baseada nas administrações da Bahia e do Rio de Janeiro. Este segundo Governo-Geral do Brasil acabaria sendo subdividido em duas colônias separadas novamente em 1607. Finalmente, no ano de 1613, ocorreu a união entre o Governo-Geral do Rio de Janeiro e o Governo-Geral da Bahia, resultando na formação do terceiro e último Governo-Geral do Brasil.